# Episodi di Ultima traccia: Berlino (nona stagione)
La nona stagione della serie televisiva Ultima traccia: Berlino, composta da 12 episodi, è stata trasmessa sul canale tedesco ZDF dal 28 febbraio al 29 maggio 2020.
In Italia, la stagione è inedita.
| nº | Titolo originale | Titolo italiano | Prima TV Germania | Prima TV Italia |
| -- | ---------------- | --------------- | ----------------- | --------------- |
| 1  | Alibi            |                 | 28 febbraio 2020  |                 |
| 2  | Amöbenliebe      |                 | 6 marzo 2020      |                 |
| 3  | Memory           |                 | 13 marzo 2020     |                 |
| 4  | Anrufe           |                 | 20 marzo 2020     |                 |
| 5  | Filippas Welt    |                 | 3 aprile 2020     |                 |
| 6  | Freigang         |                 | 5 aprile 2020     |                 |
| 7  | Herzdame         |                 | 17 aprile 2020    |                 |
| 8  | Urvertrauen      |                 | 24 aprile 2020    |                 |
| 9  | Taufpatin        |                 | 1º maggio 2020    |                 |
| 10 | Geist            |                 | 8 maggio 2020     |                 |
| 11 | Blutsbande       |                 | 15 maggio 2020    |                 |
| 12 | Schuld           |                 | 22 maggio 2020    |                 |
| 13 | Klassenkampf     |                 | 29 maggio 2020    |                 |